# Maison de l’Élection

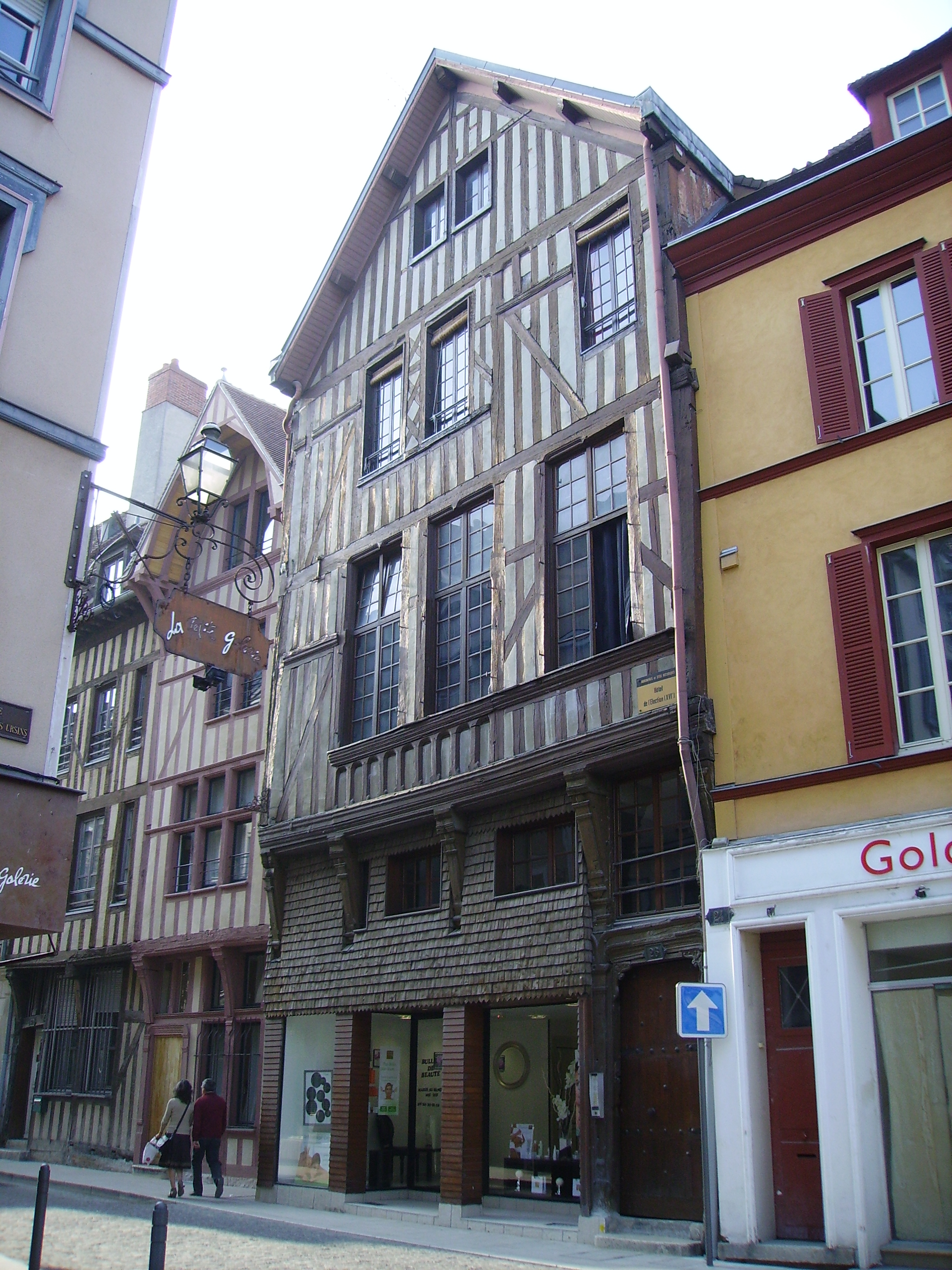
Maison de l’Élection in Troyes

Das Maison de l’Élection in Troyes, Verwaltungssitz des Département Aube in der Region Grand Est, wurde nach 1524 errichtet. Das Fachwerkhaus an der Rue de la Monnaie Nr. 26 ist seit 1933 als Monument historique klassifiziert.

## Geschichte
Der Gebäude im Stil der Renaissance wurde nach dem großen Stadtbrand von 1524 errichtet. Der Erbauer war der Tuchmacher Michel Drouot, der von 1536 bis 1538 Bürgermeister der Stadt war.
Im Jahr 1628 kaufte der König Ludwig XIII. das Haus und ließ darin den Sitz der Élection de Troyes, einer unteren Verwaltungsbehörde, die der Généralité de Châlons unterstand, einrichten. Diese bestand dort bis 1754.